# Yankee (empresa)
Yankee Motorcycles o, simplement, Yankee, fou la marca comercial de Yankee Motor Corporation, empresa dedicada a la producció de motocicletes que tingué activitat durant les dècades del 1960 i 1970. Fundada el 1966 per l'industrial americà John Taylor i els seus socis Frank Connera i Dick Mann, la seva raó social era Yankee Motor Co. i la fàbrica estava situada a Schenectady, Nova York.
El principal producte de l'empresa fou una moto tot terreny de 500 cc amb un motor de dos temps compost de dos cilindres OSSA de 250 cc. L'empresa va fer fallida el 1974 i la moto la va fabricar OSSA a la seva fàbrica de la Zona Franca, amb el nom d'OSSA Yankee 500 i en versió de carretera en comptes de tot terreny.

## Història

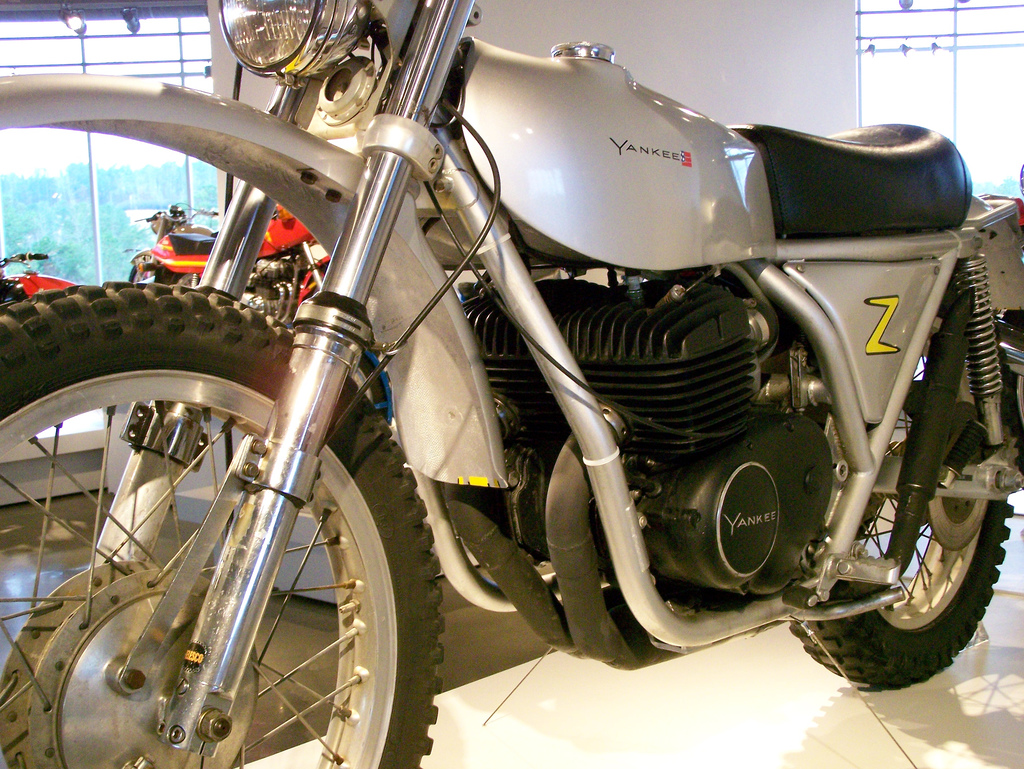
Una Yankee 500 cc de 1972

A mitjan dècada de 1960, John Taylor (importador de Bultaco i OSSA als EUA) va decidir fabricar una motocicleta tot terreny que pogués superar les europees en prestacions, motiu pel qual fundà l'empresa Yankee Motorcycles. El 1967, Taylor i els seus socis Frank Conner i Dick Mann (famós pilot de dirt track) encarregaren a OSSA la fabricació d'un motor biciclíndric per a la seva futura moto, de manera que ells en fabricarien només els bastidors. La col·laboració amb OSSA durà des d'aleshores fins al 1971, any en què es llançà al mercat nord-americà la Yankee Z 500 (una moto que no tingué èxit i es fabricà només fins al 1973).
D'ençà de la comercialització de la Yankee Z, OSSA entaulà unes llargues negociacions amb els americans per tal d'aconseguir els drets sobre el motor, que havien quedat legalment en mans de Yankee Motorcycles. L'acord final s'assolí el 1976, any en què OSSA llançà a Europa l'OSSA Yankee 500.
Durant els seus primers anys, especialment de 1968 a 1971, Yankee Motor va experimentar un important creixement mentre importava els models de motocròs i enduro d'OSSA. Gràcies a Dick Mann, les OSSA esdevingueren les més reeixides en curses de short track, fins al punt que l'èxit va donar lloc al llançament de la DMR (Dick Mann Replica), una moto de dirt track altament competitiva. Equipada amb motor OSSA de 250 cc i un xassís especial, la DMR es muntava íntegrament a les instal·lacions de Schenectady.